# Junkers W 34
Die Junkers W 34 war ein einmotoriger Tiefdecker der Junkers Flugzeugwerk AG und eine stärker motorisierte Ausführung der Junkers W 33. Von vornherein war die Maschine als variantenreiches Mehrzweckflugzeug für Passagier- und Frachtfliegerei sowie den Schulbetrieb ausgelegt.

## Geschichte

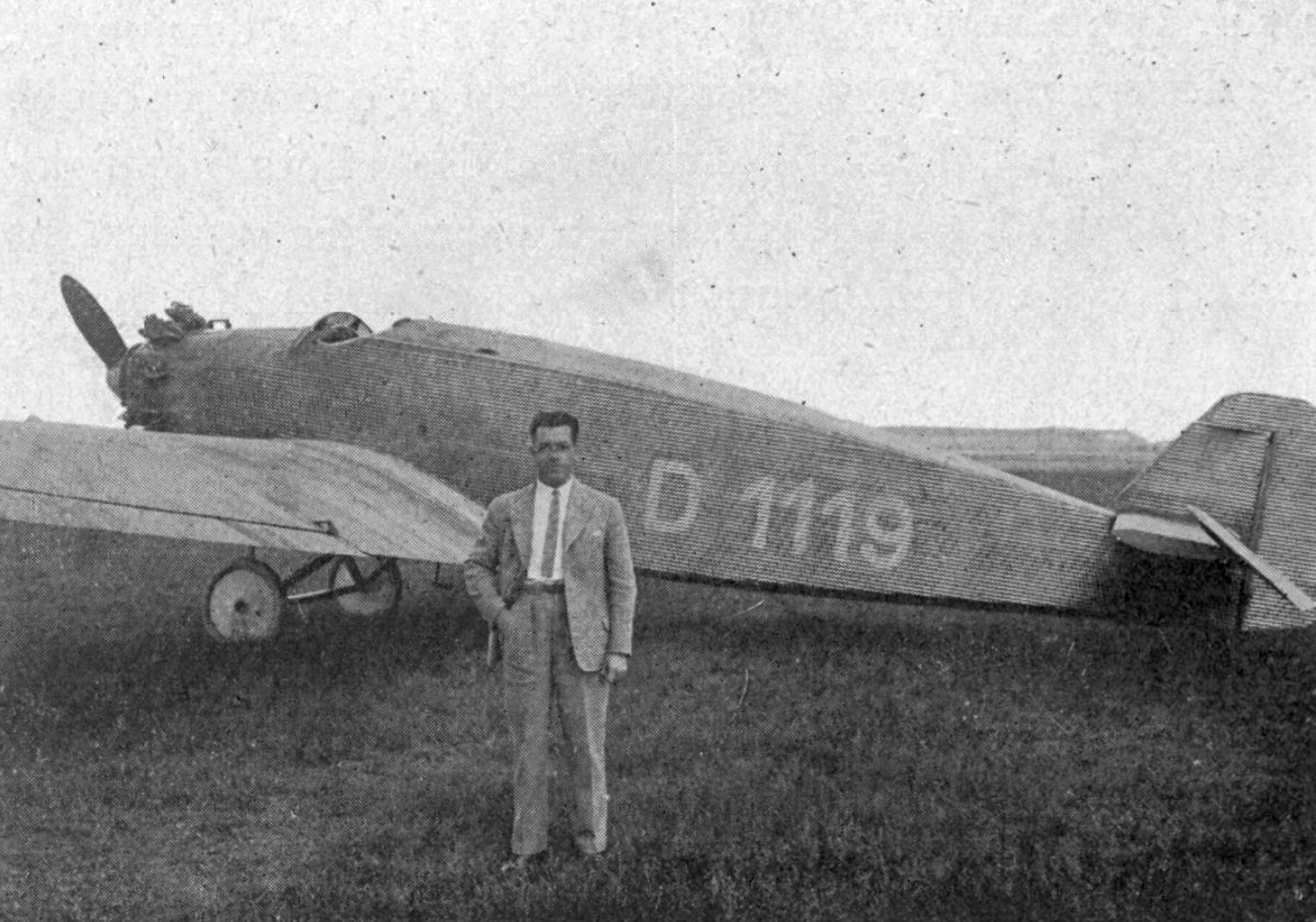
Pilot Neuenhofen vor dem Rekordflugzeug W 34 be/b3e

Die Konstruktion der W 34 wurde von Hermann Pohlmann ausgeführt. Der Erstflug erfolgte am 7. Juli 1926. Junkers Werkpiloten führten mehrere Rekordflüge mit dem Typ durch. Werks- und Testpilot Willy Neuenhofen stellte mit der W 34 be/b3e mit dem Kennzeichen „D 1119“ am 26. Mai 1929 mit 12.739 m einen absoluten Höhenflugrekord auf. Das Flugzeug wurde von einem Bristol-Jupiter-VII-Motor angetrieben.

## Konstruktion
Die W 34 war wie die Modelle W 33 und F 13, deren Weiterentwicklung sie war, ein freitragender Ganzmetall-Tiefdecker. Der kastenförmige Rumpf und die Tragflächen bestanden aus durchgehenden Rohrholmen, angenieteten Streben und einer Wellblechbeplankung. Von vornherein war sie bzgl. der Motorisierung sehr flexibel ausgelegt, so dass sie mit vielen verschiedenen luftgekühlten Sternmotoren der verschiedensten Hersteller ausgestattet und ausgeliefert wurde. Das ursprünglich offene Cockpit wurde ab der Version f geschlossen gebaut.
Die Kabine war zunächst für einen Piloten und fünf Passagiere eingerichtet, später gab es sie auch für zwei Piloten mit Doppelsteuer und bis zu 6 Passagieren.

## Produktion und Logistik
Das Flugzeug wurde entsprechend der Anforderungen der Kunden mit unterschiedlicher Instrumentierung, Funkeinrichtung und Innenausstattung produziert.
Insgesamt wurden für zivile Zwecke etwa 100 Maschinen dieses Typs ausgeliefert. Hinzu kamen aber noch 2024 Stück der Ausführungen hi und hau, die von mehreren Lizenzfirmen im Auftrag des RLM für die Luftwaffe gebaut wurden. Der Stückpreis lag zwischen 65.000 und 70.400 RM.
Beteiligt an der Fertigung waren (in Klammern die jeweiligen Stückzahlen)
- bei der W 34 hi:
 Junkers (Ju 105), Henschel Flugzeug-Werke (HFW; 430), Allgemeine Transportanlagen-Gesellschaft (ATG; 94), Dornier-Werke Wismar (Do; 58), Hamburger Flugzeugbau (HFB; 69) und Weser-Flugzeugbau (Weserflug; 221).
- bei der W 34 hau:
 Henschel Flugzeug-Werke (HFW 329), Arado Brandenburg (Ar; 205), Allgemeine Transportanlagen-Gesellschaft (ATG; 105), Dornier-Werke Wismar (Do; 93), Hamburger Flugzeugbau (HFB; 192) und MIAG Braunschweig (MIAG; 73).

## Versionen

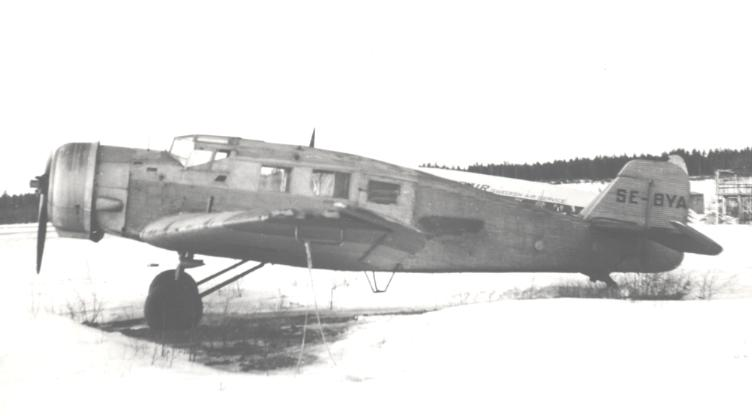
SE-BYA ex am Flughafen Stockholm/Arlanda 1968

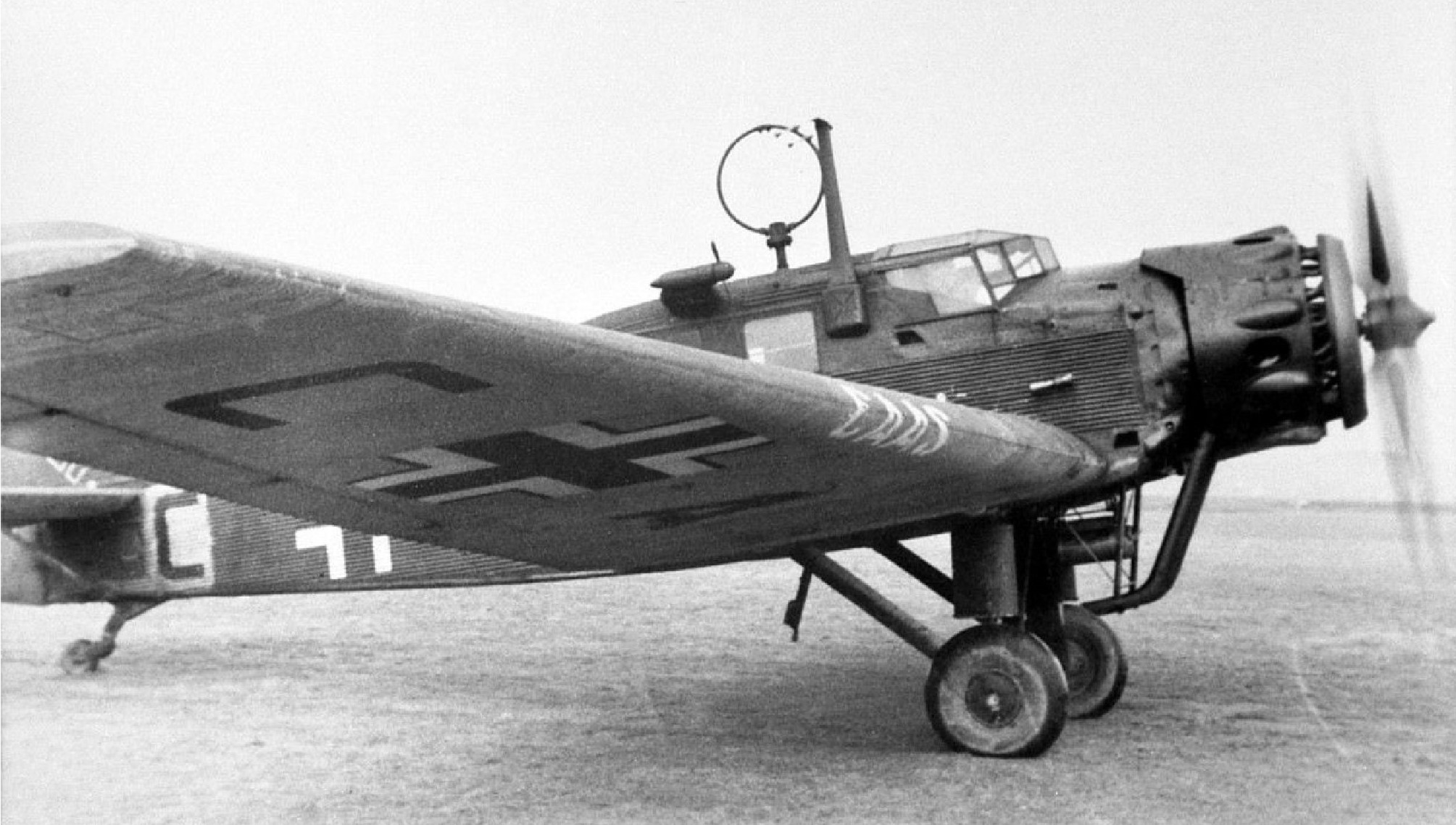
Junkers W 34 hau, FFS A/B 121, Straubing (Mitterharthausen) 1940/41

Folgende Varianten wurden unter anderem gebaut:
- W 34 a:
  - ein Gnôme-Rhône-Motor mit 331 kW
  - Höchstgeschwindigkeit: ca. 190 km/h
  - Flügelspannweite: ca. 17,75 m
  - Länge: ca. 11,10 m
- W 34 be:
  - ein Gnôme-Rhône-Motor mit 375 kW
  - Höchstgeschwindigkeit: ca. 230 km/h
  - Spannweite: ca. 17,75 m
  - Länge: ca. 10,70 m
- W 34 be/b3e:
  - ein Bristol-Jupiter-VII-Motor mit 441 kW
  - wurde nur für den Höhenflugrekord eingesetzt
- W 34 ci:
  - ein Pratt & Whitney-Hornet-Motor mit 405 kW
  - Höchstgeschwindigkeit: ca. 245 km/h
  - Kabinenfenster
- W 34 di: wie W34 ci, Motor jedoch von BMW in Lizenz gefertigt.
- W 34 f:
  - ein Gnôme-Rhône-Motor mit 331 kW
  - Höchstgeschwindigkeit: ca. 190 km/h
  - Spannweite: ca. 18,48 m
  - Länge: ca. 11,10 m
  - Führersitz geschlossen ausgeführt
  - geänderte längere Querruder
  - teilweise mit seitlicher Ladeluke für den Export gebaut
- W 34 f: Experimentalflugzeug mit Schwimmern
- W 34 fa: Exportausführung, Passagierausrüstung
- W 34 fä: Exportausführung
- W 34 fo: Exportausführung, Pratt & Whitney-R-1340-Motor
- W 34 fy: Motor Armstrong Siddeley Panther
- W 34 fao:
  - Siemens & Halske Sh 20 mit 397 kW
  - nur ein Exemplar für Versuche mit einem Autopiloten
- W 34 fei:
  - 441 kW Siemens Sh 20 U
  - nur ein Exemplar für Versuche, später zu einem Schwimmerflugzeug umgerüstet
- W 34 fg: mit Motor Armstrong-Siddeley Jaguar Major
- W 34 fue: mit Pratt & Whitney-Hornet-Motor, später zu einem Schwimmerflugzeug umgerüstet.
- W 34 fi:
  - 405-kW-Hornet-Motor
  - entweder von Pratt & Whitney oder in Lizenz von BMW
  - Spannweite: 18,48 m
  - Länge: 10,27 m
  - Höchstgeschwindigkeit: ca. 260 km/h
  - neben der geschlossenen Pilotenkanzel und den Kabinenfenstern wurden hier auch Niederdruckreifen verwendet
- W 34 gi: mit 405-kW-BMW-Hornet, 1933 ein Exemplar für Versuche
- W 34 hi:
  - BMW 132A/E mit 485 kW
  - für 6 Passagiere
  - verbesserte Funk- und Peilfunkausrüstung
  - wurde hauptsächlich von der Luftwaffe zur Piloten- und Bordfunkerausbildung benutzt
- W 34 hau: wie hi, jedoch
  - Bramo 322 H mit 526 kW
  - wurde hauptsächlich von der Luftwaffe zur Piloten- und Bordfunkerausbildung benutzt

## Nutzung
Die W 34 wurde in zahlreiche Staaten exportiert; unter anderem in die Republik China, nach Spanien, Kanada, Neuguinea, Norwegen, Schweden und Südafrika.
Am 31. Januar 1944 hatte die Luftwaffe noch 618 W 34 hi und 516 W 34 hau in Betrieb, die meisten davon zur Pilotenausbildung. Die Sowjetunion erbeutete im Zweiten Weltkrieg über zehn Stück und setzte sie bis 1949 für Transportaufgaben ein.

## Technische Daten
| Kenngröße             | Daten |
| --------------------- | --- |
| Besatzung             | 2 |
| Passagiere            | bis 6 |
| Länge                 | 10,27–11,10 m |
| Spannweite            | 17,75–18,48 m |
| Höhe                  | 3,18–3,53 m |
| Leermasse             | 1400–1700 kg |
| max. Startmasse       | 2100–3200 kg |
| Reisegeschwindigkeit  | 190–230 km/h |
| Höchstgeschwindigkeit | 190–260 km/h |
| Dienstgipfelhöhe      | 4200–6300 m |
| Reichweite            | 900–2000 km |
| Triebwerke            | Gnôme-Rhône Bristol Jupiter VII Pratt & Whitney Hornet Armstrong Siddeley Panther Siemens & Halske Sh 20 BMW 132A/E Bramo 322 |

## Erhaltene Exemplare

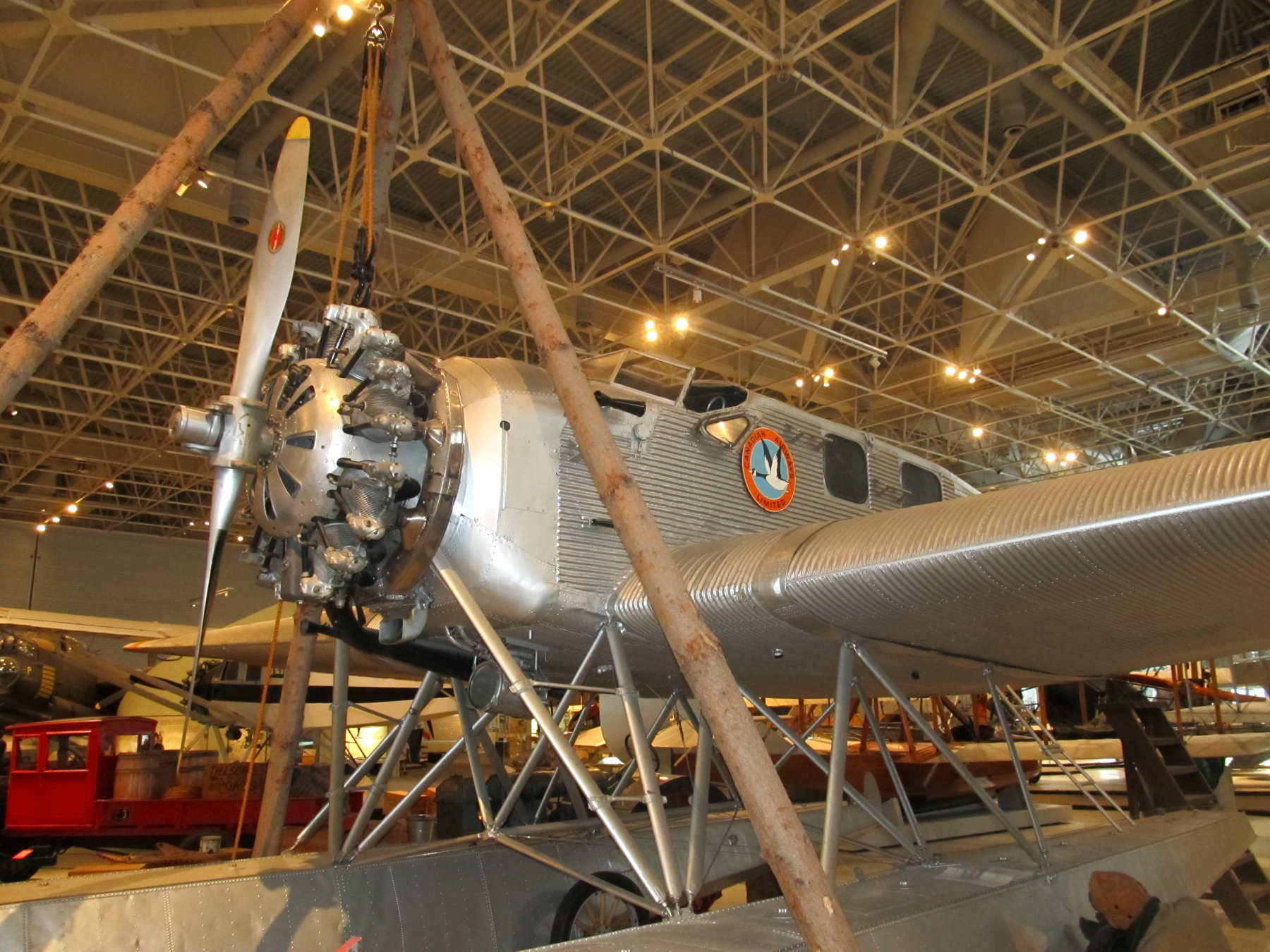
CF-ATF im Canada Aviation and Space Museum

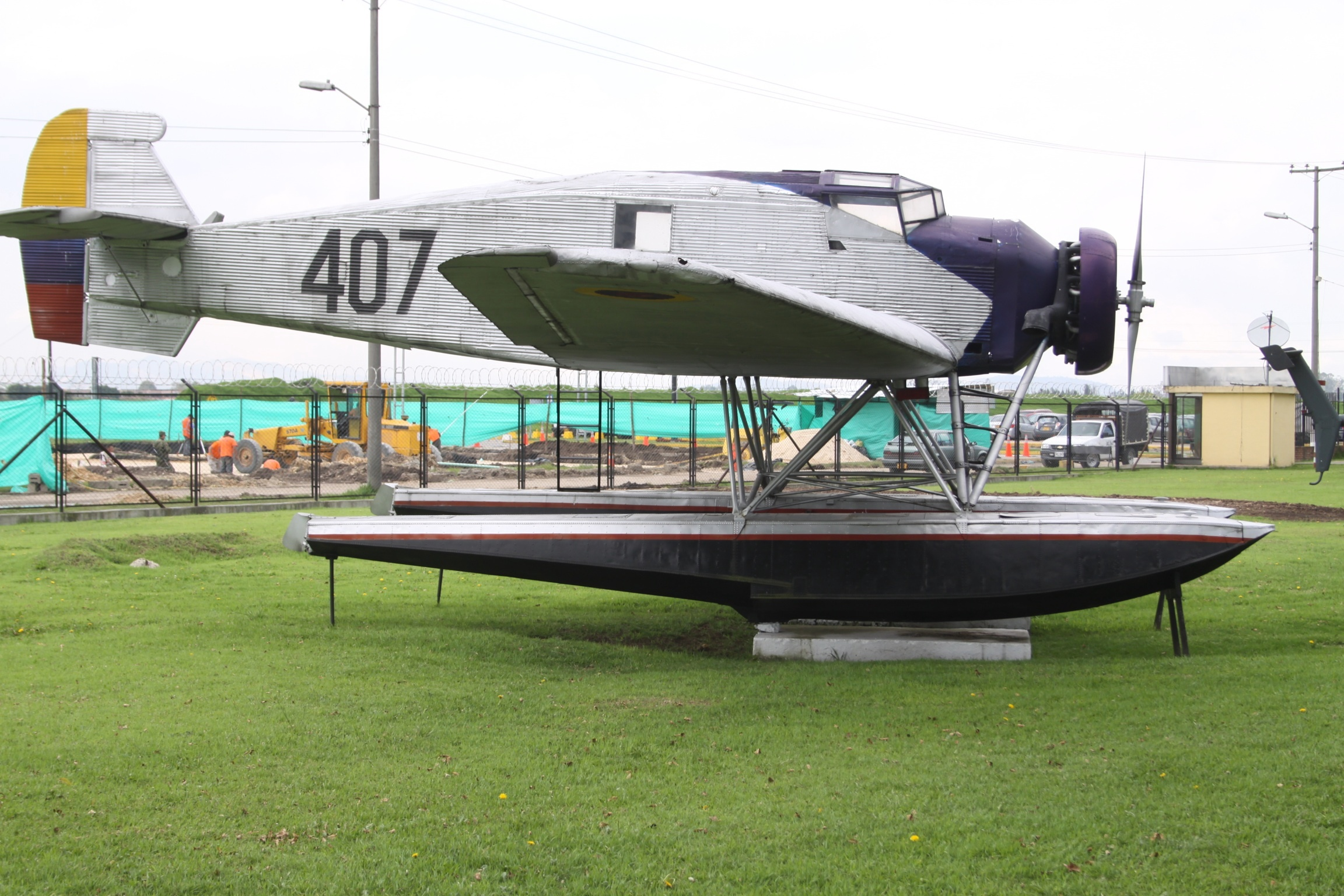
FAC-407 in Bogota

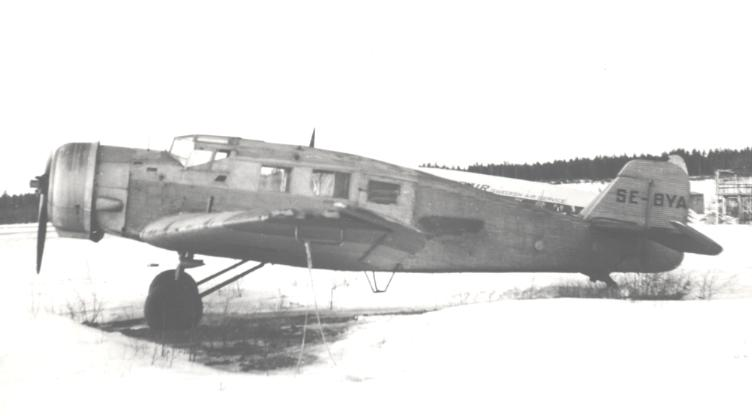
SE-BYA Arlanda 1968

Bekannt sind heute noch vier weitgehend im Original erhaltene Junkers W34.
Größere Baugruppen einer W34 der Luftwaffe findet man noch in Norwegen.
Weitere Informationen zur Historie der Objekte und weiterer Fundstücke findet man bei 
- Werknummer 2710, CF-AQV befindet sich seit 2018 bei Ali Storiche 57 kft im ungarischen Hereg zum Wiederaufbau für das Deutsche Technikmuseum Berlin. Das Flugzeug ging am 1. September 1939 durch Absturz bei Gold Pines in Kanada verloren und wurde erst 1978 aus dem schwer zugänglichen Gebiet geborgen und im Western Canada Aviation Museum in Winnipeg eingelagert. Im Rahmen eines Gemeinschaftsprojekts der Museen in Berlin und Winnipeg kam das Flugzeug 2013 nach Deutschland. Die Fertigstellung ist für 2023 geplant. Danach erfolgt die Ausstellung in Berlin.[3]

- Werknummer 2718, CF-ATF befindet sich seit 1961 im Canada Aviation and Space Museum[4] in Ottawa.

- Werknummer 2823, FAC-407, ist eine militärische K43do aus schwedischer Fertigung der AB Flygindustri, die 1932 vom Aviacion Militar Colombia übernommen wurde. Sie wurde nach einem Unfall 1952 abgestellt und 1967 an das Museo Aeroespacial Colombiano (MAECO) übergeben. Sie befindet sich seit November 2016 im Museo Aeroespacial Fuerza Aerea Colombiano der kolumbianischen Luftwaffe im kolumbianischen Toxancipa nördlich von Bogota, nachdem sie viele Jahre im Militärteil CATAM des Flughafens Bogotá ausgestellt war.[5][3]

- Werknummer 2835, SE-BYA wurde 1935 in Schweden von der AB Flygindustri als Lazarettflugzeug Trp2 für die schwedische Luftwaffe fertiggestellt. Seit 1953 war die Maschine bei schwedischen Bedarfsfluggesellschaften im Einsatz, zuletzt bei AB Lapplandsflyg. Das Flugzeug wurde 1961 am Flugplatz Arlanda abgestellt. Seit 1986 gehört sie zur Arlanda-Luftfahrtsammlung, die inzwischen zur Sveriges Maritima och Transporthistoriska Museers gehört. Die Arlanda-Sammlung wurde im Januar 2023 geschlossen. Das Flugzeug ist inzwischen eingelagert.[3]

## Verwandte Entwicklungen
Eine weiterentwickelte Variante war die Junkers Ju 46, die nach einer Anregung der Deutschen Luft Hansa A.G. (DLH) als katapultstartfähige Variante der W 34 entwickelt und für Postvorausflüge von den Schnelldampfern Europa und Bremen eingesetzt wurde.